# Bhartrihari
Bhartrihari (Sanskrit: भर्तृहरि, Bhartṛhari; lebte 5. Jahrhundert) war ein nordindischer Lyriker und Hofdichter. Er war der erste indische Dichter, der in Europa durch eine Übersetzung seines Werkes bekannt wurde.
Bhartrihari gilt als bedeutender Vertreter der Sanskrit-Dichtung und Verfasser der Spruchsammlung Subhashita Trishati (300 weise Sprüche). Die in Indien populäre Verssammlung besteht aus jeweils 100 Sprüchen über die Liebe, das richtige Verhalten und religiöse Askese. Im 17. Jahrhundert gelangte das Werk durch niederländische Missionare nach Europa und wurde erstmals übersetzt. Seine Übertragung aus dem Sanskrit ins Deutsche wurde 1835 erstveröffentlicht.